# ネプチューンマン
- キン肉マン > キン肉マンの登場人物 > ネプチューンマン
- キン肉マンII世 > キン肉マンII世の登場人物 > ネプチューンマン

ネプチューンマンは、ゆでたまごの漫画『キン肉マン』およびその続編『キン肉マンII世』に登場する架空の人物。

## 主な特徴
イギリス出身の超人。怒りや憎しみ、友情といった感情を超越した精神と完璧なる強さを身に付けた最も神に近い存在であるという完璧超人（パーフェクトちょうじん）の首領として登場。超人硬度10を誇る左腕ダイヤモンド・アームなどの肉体的な強さに加え、地球のエネルギーを磁力として放射する「マグネット・パワー」も使用する。顔に額から頬を覆うマスクを身に着け、初登場時は覆面（マスク）は真の実力者のみが装着を許されるという信念のもと、下等超人のマスクは軟弱な素顔を隠すためのアクセサリーに過ぎないと言い切り、部下のビッグ・ザ・武道とマスクを奪う覆面狩りを行っており、奪った物をコレクションしていた。
外見のデザインは、読者応募超人である「イチバンマスク」と「ハルクマシーン」の合成であり、顔と下半身がイチバンマスク、胴体・腕がハルクマシーンのものである。イチバンマスクのイラストには「ハンセンとホーガンとブロディを合わせたような」とコメントが添えられており、特に広い額と口髭はホーガンの特徴でもある。またハルクマシーンはホーガンの得意技・アックスボンバーの構えをとっており、ネプチューンマンもアックスボンバーそのものの技「喧嘩（クォーラル）ボンバー」を得意とする。ネプチューンマンはほかにも、ホーガンの特徴的な決めポーズである、「イチバーン!」と叫び右手人差し指を高々と挙げる動作（多くは「ナンバー・ワーン!」という台詞）を行い、格闘シーンの描き方に関してもゆでたまごはホーガンを参考にしていると発言している。また、超人ごとの筋肉の描き分けを初めて意識した超人とも語っている。原作ではマスクとチョッキの色は赤を基調としているが、旧アニメではマスクが銀色、チョッキは緑色に変更され、レッグウォーマーも白から黄色になっている。
漫画本編において悪魔超人との闘いに一段落が付いた後、新シリーズ「夢の超人タッグ編」における新たな悪役として投入されたネプチューンマンら完璧超人であるが、登場した当初は「あまりに偉そうでエリートぶっている」などとして読者から酷く嫌われた。従来は悪役であってもある程度支持する声があったが、ネプチューンマンの場合はそのような声も少なく、それならばと作者のゆでたまごは開き直って徹底的に悪役を貫かせることにしたという。その後、「夢の超人タッグ編」終盤に行われた第3回人気投票では10位に入っている。こうした過程があっただけに、改心した時の反響も凄かったと発言している。

## 『キン肉マン』でのネプチューンマン

### 喧嘩男からネプチューンマンへ
ネプチューンマンはかつて喧嘩男（ケンカマン）という名前であり、無名超人だが全戦全勝の強さを誇っていた。しかし、勝利のみを追求した野性的なスタイルは観衆受けせず、また相手を妥協なく攻撃することから、クリーンファイトで人気を集めるロビンマスクとは対照的な存在で、常に罵声と嘲笑に晒されていた。第20回超人オリンピックのイギリス予選大会の決勝でロビンマスクと対戦するが、組み合った瞬間に自分の勝利を確信し、ロビンマスクの実力とそれをもてはやす超人レスリング界に失望し試合を放棄する。失意の中にあった喧嘩男はテームズ川に身を投げ自殺を図ったが、死にきれぬまま沈んだ水底で、数十万年もの間実力者を待ち続けていたというビッグ・ザ・武道（正体はネプチューン・キング）と出会い、史上最強の覆面超人の象徴というネプチューン・マスクを受け取り「ネプチューンマン」と名乗るよう告げられる。喧嘩男がマスクを着けた直後にコスチュームもタンクトップから巨大棘付きチョッキへと変化した。完璧超人・ネプチューンマンへと変身した喧嘩男は、それから天上界で修行することになる。「完狩」の称号を持つ完璧・無量大数軍の一員だったが、理由があって離脱している。
アニメ版では両親と死別して惑星を転々としながら独りで生きていき、「正統派超人（正義超人のエリート）」たる長老セメントスと出会い、盗みの罪で若者たちからリンチにされていたのを助けられる。どれだけ痛めつけられても決して折れない不屈の闘志を見込まれ、セメントスの後継者として育てられた。しかし数年前、ネプチューン・キングとの接触により「神に最も近い完璧超人」になる道を示され、甘言に乗ったことでセメントスとは決別。地球に渡り殺人マシーンとも言うべき残虐ファイトにより、500戦以上の勝利を得てきた。だがどれだけ相手を痛めつけても決して死なせることはなく、再起不能の一歩手前で勝利していることを「そういう優しさを持った超人」とセメントスには見破られており、そのことを告げられネプチューン・キングから離反する最後の一押しとなった。
アニメでは超人協会に加盟したのはわずか半日で、イギリス予選に現れるまでずっと超人界の地下で修行を積んでいたが、ロビンマスク戦の後に下等超人に見切りをつけて自分で登録を抹消したことが語られている。

### 夢の超人タッグ編
多数の覆面超人が参加する宇宙超人タッグ・トーナメントでは、ビッグ・ザ・武道とのタッグチーム「ヘル・ミッショネルズ」を結成。フードをかぶり「ヘル・ミッショネル1号」と名乗り正体を隠して出場した。完璧超人の先発隊として1回戦第2試合にスクリュー・キッドとケンダマンを送り込むが、凶器を使用・敵に背中を見せる・敗北するという3つの禁を犯したことを理由に制裁として武道と共に2人を殺害する。続く第3試合では超人師弟コンビ（ロビンマスク、ウォーズマン）と対戦。ネプチューンマンの正体が喧嘩男であると疑うロビンマスクにより、自身の両腕をあえて傷つけることで攻撃を誘われ、組み合うことによって正体を暴かれる。だが正体暴きに夢中になったロビンマスクは体力を消耗してしまい、替わって戦いに入ったウォーズマンをも圧倒する。それによりまずウォーズマンを、その後はロビンマスクをビッグ・ザ・武道との合体技「クロス・ボンバー」によってそれぞれKOし、2人のマスクを奪った。
2回戦では悪魔超人と共闘関係になり、マッスル・ブラザーズ（キン肉マン、キン肉マングレート）対はぐれ悪魔超人コンビ（アシュラマン、サンシャイン）の第1試合では、2000万パワーズ（モンゴルマン、バッファローマン）と共にランバージャック・デスマッチの囲みに加わる。試合後、敗北した制裁としてアシュラマンの三面マスクを奪い、マスクを持たないサンシャインは殺害した。直後、正義超人からチームワークを奪うための「呪いの人形」の存在を知り、これを箱ごと奪った。第2試合は2000万パワーズと金網・有刺鉄線デスマッチ（バーブド・ワイヤー・フェンス・マッチ）で戦い、一時はバッファローマンによってパートナー共々パワー切れの危機に陥るも、磁力を操る「マグネット・パワー」を繰り出す。友情を失った正義超人に流れる鉄の汗「アイアン・スエット」が有利に働き、それが取り払われた直後に「電磁力パワー」も発動して、2000万パワーズを圧倒した。雷を投げつける技「サンダー・サーベル」でバッファローマンを倒し、モンゴルマンのマスクを奪い、さらに助けに乱入したキン肉マンの左腕をも切断してしまった。その後、キン肉マンの左腕はドクター・ボンベの手術によって、バッファローマンのロングホーンを骨の材料に再生される。
決勝戦の3本勝負では1本目でキン肉マングレートのマスクを10分で狩ることを予告し、これを達成する。しかし2本目、キン肉マンのマスク狩り予告を外した上、ビッグ・ザ・武道の正体が完璧超人の真の首領・ネプチューン・キングであったことが判明すると、他者を下等超人と呼んではばからないネプチューンマンの傲慢さは鳴りを潜め、試合中に動揺や焦り、悩みを多く見せるようになる。完璧超人の掟を恣意的に扱い凶器攻撃をも辞さないネプチューン・キングに対しネプチューンマンは二度目の失望を味わったことでチームワークの乱れたヘル・ミッショネルズは頼みのマグネット・パワーも奪われ、マッスル・ドッキングによって敗北した。この時点で1-1だったが、3本目はこれまでのダメージの蓄積のため10カウント・ノックアウト負けとなり、1-2で敗れた。
敗北後、ヘル・ミッショネルズの優勝と共に地球を制圧するべく来訪したネプチューン・キングの弟子である1000人の完璧超人たちを止めるため爆薬を飲み、「この世に完璧なものは正義超人の友情である」と言い残し、自ら敗北を知らせる人狼煙となってこれを食い止めた。

### キン肉星王位争奪編
ネプチューンマンの志の高さに共感した完璧超人のうち5人（グレイト・ハリケーン、フィッシングマン、キャッチマン、ザ・ターボマン、アモイマン）が、自爆したネプチューンマンの肉体の破片を集め蘇生させた。アニメでは超人預言者の手で宇宙の塵から蘇生され、「私に代わって、超人界の歴史と未来を見守れ」との命を受けた。復活後、ネプチューンマンはキン肉マン率いるキン肉マンチームを助けるために準決勝戦終了後に会場近くへ現れてキン肉アタルの「運命のページ」を燃やされた灰を回収する。決勝前のキン肉マンチームの特訓を陰から助け、キン肉マンスーパー・フェニックス率いる知性チームとの決勝戦では、回収した灰を使いキン肉マンチームを援護している。さらに最終局面では、正体を隠すために装束を着て侍姿に変装し、「ザ・サムライ」と名乗り、キン肉マンチームとしてサバイバル・マッチに参加。
3対3の6人タッグでロビンマスクとマンモスマンが消滅した後は、正体を明かしキン肉マンと共に「巌流島コンビ」として戦った。全身にジ・オメガマンの高圧電流を浴びながらも、世界中の超人に向け「次世代の超人のために、自分たちが捨て石になってでもフェニックスたち凶悪超人を倒そう」と訴えるネプチューン・メッセージ（アニメではネプチューンマン・メッセージ）を発する。超人たちはこれに感動し、決勝の地に集結した。だが最期はオメガマンのΩカタストロフ・ドロップにかかったキン肉マンを救い身代わりとなり、超人予言書の「運命のページ」を燃やされ消滅した。真の王位継承者はキン肉マンと支持していた。消滅後はキン肉アタルやロビンマスクやジェロニモと共に邪悪大神殿に侵入し、邪悪大神殿の番人を倒して封印されたキン肉マンの火事場のクソ力を復活させる。キン肉マンの勝利で王位争奪サバイバル・マッチが終了した後、ネプチューンマンもキン肉アタルやロビンマスクなど同様に消滅させられた超人たちと共に、キン肉マンのフェイス・フラッシュで蘇った。
作者のゆでたまごの原作担当の嶋田隆司が腰痛を患っている間、『週刊少年ジャンプ』に掲載された予告では「キン肉マンチームの新メンバーは…!?」と、ウルフマン、ジェロニモと並んでシルエットで紹介されていた。
元の名の「喧嘩男」という漢字表記と変装時の「ザ・サムライ」など、日本への強い憧れがあることが示唆されている。学研の図鑑『キン肉マン「超人」』では自然現象類超人の中の「雷をあやつる超人」に分類されており、マグネット・パワーにより雷雲を起こしたり、地球を逆回転させて時間を戻したりすることから天候・時間超人のような特徴をあわせもつと説明されている。

### 完璧超人始祖編
キン肉マンが第58代キン肉星大王に即位し、平和を取り戻した地球を見届けキン肉星に帰還した後、地球では正義超人・悪魔超人・完璧超人の間の三属性超人不可侵条約が結ばれ、ネプチューンマンは完璧超人の主流派である議会を説得し、完璧超人代表として条約に署名することになった。その数日後、宇宙超人タッグ・トーナメントで撃退した完璧超人の本隊である完璧・無量大数軍が条約の撤回のために地球に襲来する。
ネプチューンマンは正義超人に加勢した時点で完璧超人代表とは認められず、代表権の無い越権行為として、かつての仲間である完璧・無量大数軍たちに捕縛され、幽閉された。しかし、キン肉マンとの戦いを通じて今の完璧超人界の在り方に疑問を覚えたピークア・ブーによって救出され、ネメシスとの対決に迷うキン肉マンの前に姿を現し、完璧超人界の変革のためにネメシスと戦い「彼を正してやってほしい」と激励した。その翌日、甲子園球場に現れ、陰ながらネメシスに「キン肉マンに勝て！」とも激励をし、彼が敗北した際にはストロング・ザ・武道（超人閻魔）に彼の処刑を保留にし、代わりに自分の首を差し出そうとしていた。そして、ネメシスやピークア・ブーと共にエアーズロックでの悪魔将軍と超人閻魔（ザ・マン）との試合を最後まで見届けた。

### オメガ・ケンタウリの六鎗客編
ネメシスと共に超人墓場でオメガ・ケンタウリの六鎗客とキン肉マンたちの試合を見守っていた。そして、超人閻魔（ザ・マン）から調和の神を始めとする天界の超人殲滅を目的とする神たちが、カピラリアの欠片を狙って地上に下天して襲来してくると聞かされて怖気づくキン肉マンの前にネメシスと共に現れて、やるやらないではなくやるしかないと叱咤した。

### 新シリーズ
調和の神を始めとする超神たちが地上に襲来した後、ザ・マンの指示でネメシスやジャスティスマンと共にザ・マンの所持するカピラリアの欠片を守護するよう命じられる。
その後、地上と天界を繋ぐ道であるバベルの塔へ入れる8個のカピラリアの欠片を持つ8人の超人（リアル・ディールズ）に立候補し、同じく立候補したネメシスに「ザ・マンから永遠の命を与えられた完璧・無量大数軍の一人であるネメシスは同じ世代の超人ではない」として説得して引き下がらせて、ザ・マンが所持するカピラリアの欠片を受け取り、ザ・マンが現出させたバベルの塔への道を辿って、キン肉マンたちと合流する。
バベルの塔1階の神の掌リングでジェロニモが超神ジ・エクスキューショナーに勝利した後、エクスキューショナーが語った調和の神の目的が108番目の神の席に座る資格を持つ超人を選抜するためだと知ると、神にふさわしい超人とは何かを真剣に考えたいというロビンマスクに賛同し、ロビンマスクと共に上層階への階段を昇った。敢えてキン肉マンたちと別行動を選んだロビンの本心を察知しており、ロビンマスクに自分の戦いぶりを見て感想をもらいたいと言い、バベルの塔2階のリングで待ち構えていた超神との対戦に臨む。
マントを剥いだ超神がストロング・ザ・武道と同じ装束を纏っていることに驚愕するが、審判のロックアップで防具をはがし、超神リヴァイアサンとの対戦を開始する。当初はここ数年の自身が戦った試合が全てタッグ戦であったことから、無意識にタッグ戦の動きをしたことから隙が生じて、その隙を突かれて苦戦するがロビンマスクからの叱咤激励で、シングルマッチの達人でもあった喧嘩男の頃の自身の本質であった「孤高の一匹狼」と本来の戦い方を思い出したことで立ち直り、リヴィアサンと互角に戦う。リヴィアサンのボルケーノボンバーからのリヴァイアサン・メイルストローム・クラッシュを受け、仮面が半分壊れるほどのダメージを受けてダウンするが、ロビンの叫びを受けて立ち上がり、新たな世代の未来の完璧超人像としてキン肉マンに対するライバル心という形の友情パワーを発揮し、ロビンマスクも知らない隠し技・喧嘩（クォーラル）スペシャルヌーヴォーからのターンオーバー喧嘩クロス・ボンバーで勝利する。試合後に自身の試合を観ていたロビンマスクから、改めてキン肉マンと同様に私がこだわるべき一人であったと告げられ、その答えに満足してバベルの塔の最上階へ転移していった。
最上階で他のリアル・ディールズのメンバーと再会した後、調和の神ザ・ワンから真の敵が刻の神と、彼が生み出した時間超人であることを聞く。ロビンマスクを含む生き残ったリアル・ディールズの半数がザ・ワンにつく中、完璧超人である自身はザ・マンのもとに留まり、塔内で別行動をとったロビンの真意をキン肉マンに伝え、ロビンが距離を置くのも彼なりの叱咤激励なのではないかと告げた。キン肉マンたちと共に超人墓場に戻り、ザ・マンがマグネット・パワーが異様な高ぶりを見せる地球各地の五ヶ所へ通じる通路を開き、その中の一つに飛び込む。レバノンのバールベックへ到着し、時間超人五大刻の一人パピヨンマンに敗れ鎖で宙吊りにされたキング・ザ・100tを降ろした後、パピヨンマンと対峙する。
嶋田はリヴァイアサンとの試合について、ネプチューンマンがタッグ屋であることを払拭することと、『キン肉マンII世 究極の超人タッグ編』での彼の敗戦ぶりに大きく落胆した読者に本来のネプチューンマンの強さを再提示したいという思いが強くあったと語っている。

### 主要対戦成績
- シングルマッチ
  - 喧嘩男としてのシングルマッチ対戦記録は541戦541勝541KO。
  - ×ロビンマスク（試合放棄）
  - ○リヴァイアサン（ターンオーバー喧嘩クロス・ボンバー）
- タッグマッチ（ヘル・ミッショネルズ）
  - ○超人師弟コンビ（ロビンマスク / ウォーズマン、クロス・ボンバー）
  - ○2000万パワーズ（モンゴルマン / バッファローマン、クロス・ボンバー）
  - ×マッスル・ブラザーズ→ザ・マシンガンズ（キン肉マン / キン肉マングレート→テリーマン、3本勝負で1-2）
    - ○1本目（クロス・ボンバー） - マッスル・ブラザーズ
    - ×2本目（マッスル・ドッキング） - ザ・マシンガンズ
    - ×3本目（10カウントノックアウト） - ザ・マシンガンズ
- タッグマッチ（キン肉マンチーム - キン肉マン / ロビンマスク / ザ・サムライ→ネプチューンマン）
  - ○知性チーム（キン肉マンスーパー・フェニックス / ジ・オメガマン / マンモスマン、7000万パワーマッスル・スパーク）
- 団体戦
  - ○知性チーム（2勝1敗1引き分け）

## 『キン肉マンII世』でのネプチューンマン
『キン肉マンII世 究極の超人タッグ編』にて再登場。本編以外では連載250回記念の第1回超人コスチューム大賞に登場。爆死からの復活について設定に変更・追加がされている。復活に携わる完璧超人に2人（ザ・ターボマン、アモイマン）が加わり、5人が全ての超人パワーを使って完璧超人に伝わる「超人再生術」を20週と8日間をかけて施したが、カオスの発言だと63日になっている。
キン肉マンの王位継承と結婚を見届けた後、ロビンマスクと共にイギリスへ帰国。ロビンは間も無く女王直属の部下となったが、ネプチューンマンは長年の戦いの疲れを癒すためマスクを外し、正義超人・喧嘩男として田舎で隠居生活を始めた。穏やかな生活を送りながらも、新たな悪行超人の出現と闘いに備えて日々鍛錬を続けていたため、54歳となった時でも全盛期と変わらぬ肉体を保っており、また経験や年輪から老獪さも兼ね添えている。しかし、妻子を持たずに一人鍛錬に明け暮れる年月の中、より完璧な強さを求めたことで完璧超人界を再興したい気持ちが芽生えていく。時間超人ライトニングとサンダーによる歴史改変を防ぐため新世代超人たちが過去に向かう際、密航という形で時間船に乗り込む。当初は打倒時間超人のために万太郎ら新世代超人を援護するのが目的であったが、タイムスリップした先が己の最も光り輝いていた宇宙超人タッグ時代であると知り、タッグの優勝と完璧超人再興を目指し、トロフィー球根（コンプリートバルブ）を手にする野望を抱くようになった。その身体能力の高さからセイウチンを勧誘し洗脳。眠っていた獣性を引き出すことで完璧超人にするが、セイウチンを心配して後を追いかけてきたチェック・メイトを倒し、チェック・メイトの顔の皮を剥いだ。翌日「究極の超人タッグ」に参加、「ヘル・イクスパンションズ」を名乗る。
マグネットパワーに代わり、光ファイバーを埋め込んだ腕で使用する合体技「オプティカルファイバー・クロスボンバー」で対戦相手の顔の皮を剥がしコレクションするなど、以前に比べ冷徹さが増し、手段を選ばない行動をとった。試合外では若さによる甘さがなくなり、暴れるセイウチンを腕力で抑えるなど豪快な姿も見せた。予選の間引きバトルロイヤル戦では万太郎たちマッスルブラザーズ・ヌーボーを庇った火の玉・飛爺隊（バリアフリーマン、イリューヒン）を倒し、1回戦ではスーパー・トリニティーズ（ジェイド、スカーフェイス）を破り、ジェイド以外の顔の皮を剥いだ。
2回戦ではヘルズベアーズ（ウォーズマン、マイケル）と対戦。戦いの中、マイケルの正体は後の時代に登場するマンモスマンであることが判明。さらにはパートナーであるセイウチンが試合の途中で自我を取り戻したため、ウォーズマンに倒される。その直後、マンモスマンが反逆を起こしネプチューンマン側に寝返ったことでセイウチンを見捨てて、ウォーズマンをかばうセイウチンをマンモスマンとのクロスボンバーで倒し、その後ツープラトン技でウォーズマンも倒す。その時、ウォーズマンの父親ミハイルマンの最期（『ウォーズマンビギンズ』でその経緯が描かれている）を知っているような発言をしていた。試合後、納得のいかない観客のブーイングの中、「新星（ノヴァ）・ヘル・イクスパンションズ」を結成する。2回戦終了後は、突如現れた大魔王サタンの「黒後家蜘蛛の呪い」に世界五大厄（ライトニング、サンダーの時間超人組）、マンモスマンと共に参加しキン肉マンを呪いにかけ、準決勝前夜は訓練を偵察していたミートから「宇宙超人大全」を奪い取り、その内容をマンモスマンに吸収させるなど、非道ぶりを加速させた。しかし準決勝第1試合では、キン肉マンとテリーマン、万太郎とカオスを、それぞれ要所要所で叱咤激励、心配するような表情を見せるなど一貫しない行動を見せた。
準決勝で組み合わせ変更により時間超人組との対戦が決定し、ソードデスマッチで戦う。試合の最中、時間超人の猛攻を受けるマンモスマンを、完璧超人の信念に背き2度に渡って救う行動に出た上に、悪になり切れない心境を露呈する。しかし結果としてその姿に失望したマンモスマンが再度裏切り（ダブルクロス）を実行し、クロス・ボンバーを誤爆させられ利き腕を完全破壊された上に、試合放棄となった。孤立無援となったネプチューンマンは再び正義と友情の心を自覚し、目的達成のために利用していた元パートナーのセイウチンをはじめ、今まで顔の皮を剥いだ新世代超人たちに謝罪するも時間超人の死時計の刻印を受けて敗北した。心肺停止後、見せしめに火山口に放り込まれるが、カオスの捨て身の行動とウォーズマンのデバイスで蘇生した。カオスから21世紀での後進正義超人の指導を託され、復活が近い20世紀ネプチューンマンとの対消滅も避けるために、カオスのエキゾチック物質により現代世界へと帰った。その際に「この世にひとつだけ完璧なものがあるとすれば、それは正義超人界の友情だ」と再度言い残した（なお、この行動の犠牲としてカオスは死亡し、決勝戦に出場できない事態となった）。
第4回人気投票では第16位にランク入りした。
究極の超人タッグ編でのネプチューンマンは全体的に迷走しており、色々なことをやるが何一つ上手くいかず、作者のゆでたまごの嶋田も自身の老いと焦りがネプチューンマンにも反映されてしまったと述べている。賛否両論はあったが、ネプチューンマンの哀愁と苦悩などありのままの姿を描き切ったことに満足しているという。

### 主要対戦成績
- タッグマッチ
  - ○スーパー・トリニティーズ（スカーフェイス / ジェイド、オプティカル・ファイバー・クロスボンバー）
  - ○ヘルズ・ベアーズ（ウォーズマン、地獄の氷結落とし）※この試合でセイウチン→マンモスマンとパートナー途中交代
  - ×世界五大厄（ライトニング / サンダー、死時計の刻印）※マンモスマンは途中で試合放棄

## 劇場版でのネプチューンマン
第7作『正義超人vs戦士超人』にて登場。かつては南シナ海に浮かぶ未知の島インモラ島の七重の塔を守る戦士超人だったが、邪悪な心で宇宙征服を夢見る総大将のビッグ・シンジョウに耐えられなくなり脱退したという設定が付加されている。
夢の超人タッグ編の終盤自爆した後、爆発の瞬間に出来たエアポケットに飲み込まれたネプチューンマンは奇跡的に生き延びる。生きがいを失ったネプチューンマンは身を崩し、街で暴れ回っていたために超人警察の手により逮捕され、フランス超人刑務所に囚人4771号として収監されていた。死刑判決を受けるが、執行寸前にキン肉マンにより救出されインモラ島への道案内として同行する。道中をテリーマンらアイドル超人に任せ、キン肉マンと共に七重の塔最上階にてビッグ・シンジョウと対峙。キン肉マンにビッグ・シンジョウが倒された後、現れた戦士超人軍団のゲオルグ博士の話により、ゲオルグ博士が発明した宇宙の最終兵器の設計図がビッグ・シンジョウに奪われたため、ミートを人質にキン肉マンに取り返させようとした事実が発覚する。直後にビッグ・シンジョウが立ち上がり設計図を奪うが、ネプチューンマンはマグネット・パワーで相手の動きを封じ、キン肉マンとのクロス・ボンバーでビッグ・シンジョウとゲオルグ博士をKO。2人を道連れに空中で再び人狼煙の爆薬により自爆する。なお本作においては囚人番号の4771番から「4771（死なない）から助かると思っていた」と発言したり、三頭身になって解説するなどコミカルな姿が見られる。

## 得意技

### シングル技
喧嘩（クォーラル）ボンバー
左腕から繰り出す強烈なラリアット。喧嘩男時代から使用している。
ザ・サムライの時には居合い斬りボンバーの名で使用した。また、モンゴリアンチョップのように両腕で相手を挟む派生技クォーラルプレスもある。
ハルク・ホーガンの「アックスボンバー」をモチーフにしている。見た目は普通のラリアットと同じであるが、その破壊力はマンモスマンをも吹き飛ばすほどであり、ロビンマスクは「これだけの破壊力があるラリアットを得意技とする使い手は彼のみ」と評している。
「クォーラル」とは口喧嘩のことだが、学研の図鑑『キン肉マン「技」』では「食らえば減らず口も叩けず、口喧嘩もできなくなるほどのラリアット」と説明されている。
ソード・ボンバー
「夢の超人タッグ編」決勝のソード・デスマッチにて使用。マグネットパワーでソードボードを左腕に吸着させて放つ。
『II世』ではクォーラル・ソード・ボンバーの名で使用した。
ターンオーバー喧嘩ボンバー
相手をブレーンバスターの体勢にとらえてジャンプし、空中で相手を前後反転するように放り投げ、落下してきたところに喧嘩ボンバーを叩き込む。
ターンオーバー喧嘩クロス・ボンバー
相手をブレーンバスターの状態から放り投げ、落下してきた相手を喧嘩ボンバーとコーナーの鉄柱ではさみ撃ちにするターンオーバー喧嘩ボンバーの派生技。
喧嘩（クォーラル）スペシャル
アニメではケンカスペシャル。相手の右腕に左足を引っかけてロックし、相手の左腕を両手で逆関節に締めあげる。アントニオ猪木の卍固めをヒントにしたもので、使用者にある程度腕力と脚力がないと効果はあまり期待できないとされている。ロビンマスクは「喧嘩男にしかできない技」と語っており、ケンダマン相手に見せたこの技でネプチューンマンの正体に気付いた。また、相手パートナーにカットされる危険性からか、タッグ戦での使用頻度は少ない。
喧嘩スペシャルヌーヴォー
相手の左腕を左脇に抱え込み、右手で相手の右腕をつかみ、左足を相手の首に引っかけて頸動脈を圧迫させる喧嘩スペシャルの発展型。
ダブル・レッグ・スープレックス
相手をロープに振り、戻ってきた所をコスチュームの巨大な棘に突き刺し捕らえ、膝裏から両太股を抱えて身体全体を持ち上げ強烈なスープレックスを繰り出す。
『キン肉マン』では主にクロス・ボンバーへの繋ぎ技として使用されてきたが、『II世』では完全な必殺技としての威力まで上がった。
アニメでは原作の初使用時である一回戦の該当シーンでは、「急降下ダブル・スープレックス」と棘に突き刺し捕らえたうえでのジャーマン・スープレックスを使い、2回戦から原作同様にダブル・レッグ・スープレックスを使用するようになった。
PS2ゲーム『キン肉マンジェネレーションズ』では喧嘩ボンバーから繋げる形で使用している。
掟破りのロビン・スペシャル
元々はロビンマスクの技のためこのように呼称。超人師弟コンビ戦の終盤、落下中のロビンマスクの鎧を奪い取り、重みを移すことにより使用。2000万パワーズ戦では落下中のモンゴルマンに使用している。
パーフェクトドロップ
『マッスルグランプリ』で命名。アトミック・ドロップからバックドロップにつなげる技。
磁気スープレックス
電磁力で相手を引き寄せ、ジャーマンスープレックスを決める。『マッスルグランプリ2』では磁気嵐スープレックス。
磁気嵐ドライバー
磁気スープレックスと同様の原理でツームストンドライバーを決める技。
魔の直滑降（まのちょかっこう）
相手の突進してくる勢いを利用して、自分の腕を前に出して後方へ相手を投げ飛ばす技。相手をリング下に叩き落とす「魔の直滑降スペシャル」も存在する。
地獄の三重刑
マスクマン相手に生み出した技。スリーパーホールドの体勢でスープレックスを決め（ゲーム『マッスルグランプリ2』ではスリーパースープレックスと命名）、相手の覆面を後ろ前にすることにより一時的に相手の声帯・視覚・聴覚を封じる。喧嘩男時代にマスクマン相手に編み出した技。
審判のロックアップ
組み合うだけで相手の実力を知ることができる特殊能力。超能力の類ではなく、喧嘩男がロビンマスク相手にロックアップで見せた無数の激闘を潜り抜けた百戦錬磨の経験から相手の本質を見抜く優れた観察力・洞察力が、このように名付けられた。ロビンマスクは組み合った際の喧嘩男（ネプチューンマン）の強靭な筋肉を「両腕に重くのしかかる感触」と評していた。ただし、バッファローマンやマンモスマンなどと組み合った時は力負けしたり、時間超人や超人強度が大幅に上回る相手の場合だと組み合っても直ぐには本質を見抜けない時もある。
喧嘩（クォーラル）ライド
ショルダーネックブリーカーの体勢から、さらに相手の両足首を自分の太ももでロック、高くジャンプして衝撃を加える技。
イグニッション・クラッシュ
喧嘩ボンバーに見せかけ相手に突進し、腕を背後から相手の腰に巻きつけ相手を抱え上げ脳天をキャンバスに落とす。
超人絞殺刑（ちょうじんこうさつけい）
ロープを挟んで相手の背後から両手をつかみ、両足で相手の首を絞める全体重をかけた絞め技。元々はキン肉マンの技だが、「若い時は他人の技は使いたくないが、年を取ると勝つために手段を選ばない」との理由から使用した。
アイアンバット・スクィーズ
マグネット・パワーにより左腕に鉄柱を2本装着し、そのまま回転し相手に突撃する。作中では時間超人の死時計の刻印よりマンモスマンを救うために使用した。

### タッグ技
クロス・ボンバー
ヘル・ミッショネルズのツープラトン。1人の相手に対し、2人がかりでラリアットを前後から挟むように打撃を加える。相手が覆面超人の場合、覆面狩りとしても使う。マグネット・パワーで両者が引き合うことで高い威力を生み出すが、1人の相手に有効なツープラトンゆえに、2人並ばれると、効果を発揮できない。だが、本来のクロス・ボンバーは力をセーブしていないと、マスクだけでなく首ごと切断してしまうほどの威力があるため、力を解放して放つ荒技フェイス・ボンバーにより2人相手にも有効的なタッグ技に変わる。
『II世』ではセイウチンやマンモスマンをパートナーとし、光ファイバーで代用した「オプティカルファイバー・クロスボンバー」として使用した。その威力は以前のクロスボンバーよりも上がっており、マスクどころか顔の皮を剥がしてしまう。このほかに光ファイバーを得た直後、単体で行うロンリー・クロスボンバーも存在。
ネプチューンマンいわく「完璧超人界の"至宝（トレジャー）"」。
完璧超人始祖サイコマンの技である「マグネティカ・ボンバー」をヒントに編み出された技でもある。
サンダー・サーベル
ヘル・ミッショネルズのツープラトン。コーナーポストにリングロープを巻きつけて作り上げた即席電磁石をマグネットパワーで高速回転させ、磁気嵐により雷雲を生み出す。そこで発生した稲妻を手に取り、巨大なエネルギーを秘めた武器として用いる。サンダー・サーベルを十字に組んで相手に突撃する際は「死の十字架」と呼ぶ。
磁気嵐クラッシュ
ヘル・ミッショネルズのツープラトン。片方の相手を地上でベアハッグに捕らえると同時に、もう片方の相手を空中でパイルドライバーに捕らえ、その頭部同士をマグネットパワーの作用により激突させる技。
ハイジャック・パイル・ドライバー
ヘル・ミッショネルズのツープラトン。ダブルアーム・スープレックスの体勢から相手を逆さまの状態にして、ビッグ・ザ・武道が相手の足をつかみ、そのままキャンバスに叩きつける。
マスク・ジ・エンド
ヘル・ミッショネルズ、およびヘル・イクスパンションズのツープラトン。相手の頭を両足で挟みこみ、その頭を軸に回転することにより徐々に相手のマスクを削り取っていく技。その様子がリンゴの皮むきのように見えるため、「アップル・シェイバー」とも呼ばれる。素顔の超人に対して使用して視界を奪うこともある。
クロス延髄
巌流島コンビのツープラトン。2人で相手に延髄蹴りを繰り出す。
巌流島ドロップ
巌流島コンビのツープラトン。キン肉マンが空中で相手の両腕をロックした状態で、それにネプチューンマンが加わり相手の両足をロックしそのまま2人の体重を乗せて地面に叩きつける
レインボーブリッジスープレックス
巌流島コンビのツープラトン。キン肉マンとネプチューンマンがそれぞれスープレックスで相手タッグの脳天を激突させ、さらにボディプレスで止めを刺す。
イクスパンション・タービン
ヘル・イクスパンションズのツープラトン。セイウチンが相手に噛みついた状態で相手を回転させたところに、相手の首めがけてギロチンドロップを決める。
フライング・セイウチ
ヘル・イクスパンションズのツープラトン。セイウチンの牙にリバースフルネルソンに取り、そのまま相手に投げつける。
ランペイジ・ホイール
ヘル・イクスパンションズのツープラトン。セイウチンが相手にジャーマンスープレックスで投げ、ネプチューンマンがさらに相手にフライングヘッドシザースで地面に叩きつける。
へジホッグボール
ヘル・イクスパンションズのツープラトン。ニードルファーによりハリネズミのようになり丸まったセイウチンを左腕に絡み付け、相手に投げつける。
地獄の氷結落とし
新星（ノヴァ）・ヘル・イクスパンションズのツープラトン。対戦相手の腹部にチョッキの針を突き刺すと同時に、さらにマンモスマンがネプチューンマンを抱きかかえ、相手の背中をビッグ・タスクで刺すことにより完全に動きを封じ、2人で協力してフロント・スープレックスの体勢で投げ捨てる。

## プロフィール
- 本名 - 喧嘩男（ケンカマン）[4]
- 分類 - 完璧超人
- 出身地 -  イギリス
- 身長体重 - 240cm 210kg[30][31]
- スリーサイズ - B170 W110 H122[32]
- 超人強度 - 2800万パワー[33][注 15]
- 誕生日 - 8月11日[34][注 16]
- 年齢 - 26歳[31][35]
- 好物 - 牛の丸焼き[36]、オムライス[37]
- 趣味 - 下等超人の覆面、顔の皮のコレクション[38]

### 異名
- ネプチューンマン
  - 無冠の帝王[36]
  - 最強の完璧超人[39]
  - 地獄の錬金術師[40]
  - 完全無欠の完璧超人[41]
  - 完璧超人界再興の画策者[42]
  - 100の強さを持つ超人[42]
  - 迷いを捨てたマスクコレクター[42]
  - マスクハンター[42]
  - 全てを狩りとる左腕[42]
  - 時空を揺るがす黒紅面の英傑[42]
  - 未来の完璧超人像[42]
- ザ・サムライ
  - 救いの神[42]

### 主な肩書き
- 元完璧・無量大数軍“完狩”[8]

### タイトル歴
「タイトルは弱者のシンボルである」というネプチューン・キングの教えに従っているため無冠だが、『II世』では複数のタイトルが追加されている。
- 超人オリンピックイギリス国内予選準優勝（'79）[43]
- 英国超人プレミアリーグチャンピオン（'77）[43]
- 宇宙超人グリマ選手権覇者（'73）[43]
- 宇宙超人タッグトーナメント準優勝（'83）[43]

## 声優
岸野一彦
- テレビアニメ『キン肉マン』
- ゲーム『キン肉マン マッスルグランプリ2』

堀之紀
- テレビアニメ『キン肉マン キン肉星王位争奪編』

竹本英史
- ゲーム『キン肉マン ジェネレーションズ』

稲田徹
- パチンコ『CRぱちんこキン肉マン〜夢の超人タッグ編〜』

最上嗣生
- ゲーム『戦国大戦』

杉田智和
- テレビアニメ『キン肉マン 完璧超人始祖編』

## テーマソング
無冠の帝王
歌 - 山中のりまさ / セリフ - 岸野一彦（ネプチューンマン） / 作詞 - 吉田健美 / 作曲 - 芹澤廣明 / 編曲 - 松井忠重

## コンピュータゲーム
『キン肉マン キン肉星王位争奪戦』では5人のステージキャラクターの内の1人として登場。ステージ3にてキン肉アタルがフェニックスを倒しており、ステージ4にてキン肉マンチームのメンバーが全員倒された場合にのみ登場。必殺技は相手と一定の距離をとってから放つ「喧嘩ボンバー」。
『キン肉マンII世 超人聖戦史』では主人公が正悪を示す属性ゲージが一定以上であれば仲間にできる。またイギリス出身もしくは打撃タイプであり特定の条件を満たしてあれば弟子入りすることも可能。「喧嘩ボンバー」を習得できる。主人公が選んだルートにより扱いが分かれる。以下にそれを示す。
- 正義ルート

原作同様。2000万パワーズが主人公のチームに倒されているため、準決勝で戦うことになる。キン肉星王位争奪戦では主人公が他の王子のチームに加入していると、キン肉マンチームと対峙した際、戦うことになる。
- 中立ルート

主人公が乱入していた場合、マッスル・ブラザーズが主人公のチームに倒されているため、決勝戦で戦うことになる。
- 悪行ルート

部下を引きつれ地球に襲来。ヘル・ミッショネルズとして主人公のチームと戦う。
『キン肉マン ジェネレーションズ』など『キン肉マンII世』以後のゲームでは、タッグチームを組むキャラクターによっては特定のチーム名が付けられる。以下にそれを示す。
- ヘル・ミッショネルズ - ビッグ・ザ・武道orネプチューン・キング
- 巌流島コンビ - キン肉マン（通常or戦闘スタイル）
- ユニオン・ジャックス - ロビンマスクorバラクーダ
- ブラッド・タイアップ - スクリュー・キッド
- バッド・タイアップ - ケンダマン

ヘル・ミッショネルズ、巌流島コンビを除いてはゲーム独自の名称である。
アーケードゲーム『キン肉マン マッスルグランプリ2』では2007年7月31日より解禁され使用可能となった。また、PS2版『キン肉マン マッスルグランプリ2 特盛』では最初から登場する。
『ファミコンジャンプ 英雄列伝』では敵キャラクターとして登場。バッファローマンと共に占いババの用意した2超人として主人公と対戦し、「クォーラルボンバー」を使用する。
アーケードゲーム『戦国大戦』では2014年2月20日より稼動の「1477 破府、六十六州の欠片へ」に柴田勝家としてカード化された。